# Amyloporia
Amyloporia Murrill (jamkoporka) – rodzaj grzybów z rzędu żagwiowców (Polyporales).

## Charakterystyka
Grzyby kortycjoidalne o owocniku jednorocznym, rozpostartym, często szeroko rozprzestrzenionym, przyrośniętym, w stanie świeżym miękkim, po wyschnięciu kruchym i kredowym. Hymenofor poroidalny, powierzchnia porów w stanie świeżym biała, do siarkowożółtej lub kremowej, po wyschnięciu blaknąca, a w eksykatach prawie czysto biała lub jasnokremowa, pory okrągłe. System strzępkowy dimityczny. Strzępki generatywne ze sprzążkami, cienkościenne, szkliste. Przeważają strzępki szkieletowye, proste do lekko krętych, bez przegród, nierozgałęzione lub czasami dychotomicznie rozgałęzione, w odczynniku Melzera słabo amyloidalne, ale reakcja jest zmienna i najłatwiejsza do zaobserwowania w masach strzępek i w stanie świeżym. Cystyd brak, ale wśród podstawek występują rozproszone, wrzecionowate, niepozorne, nie wystające nad hymenium cystydiole. Podstawki maczugowate, 4-sterygmowe, ze sprzążką bazalną. Bazydiospory kiełbaskowate do cylindrycznych lub elipsoidalnych, szkliste, gładkie, cienkościenne, nieamyloidalne w odczynniku Melzera. Powoduje brunatną zgniliznę kostkowatą.
System strzępkowy Amyloporia jest podobny do Antrodia, podobne są także bazydiospory nie reagujące z odczynnikiem Melzera i typ zgnilizny. Odróżnia się amyloidalnością strzępek wegetatywnych; badania filogenetyczne potwierdzają różnicę między tymi rodzajami.

## Systematyka i nazewnictwo
Pozycja w klasyfikacji według Index Fungorum: Fomitopsidaceae, Polyporales, Incertae sedis, Agaricomycetes, Agaricomycotina, Basidiomycota, Fungi.
Nazwę jamkoporka w 2015 r. zaproponowała grupa mykologów w publikacji Karasińskiego i in., a jej używanie Komisja ds. Polskiego Nazewnictwa Grzybów Polskiego Towarzystwa Mykologicznego zarekomendowała w 2021 r.
Gatunki:
- Amyloporia nothofaginea Rajchenb. & Gorjón 2011
- Amyloporia sinuosa (Fr.) Rajchenb., Gorjón & Pildain 2011 – jamkoporka pogięta
- Amyloporia stratosa (J.E. Wright & J.R. Deschamps) Rajchenb., Gorjón & Pildain 2011
- Amyloporia subxantha (Y.C. Dai & X.S. He) B.K. Cui & Y.C. Dai 2013
- Amyloporia turkestanica (Pilát) Bondartsev 1953

Wykaz gatunków i nazwy naukowe na podstawie Index Fungorum.